# 이오호이아
이오호이아 또는 요호이아(학명: Yohoia)는 캄브리아기에 살았던 대협강(Megacheira)에 속하는 멸종한 절지동물로 캐나다에 있는 브리티시 컬럼비아의 버지스 셰일 지층에서 화석으로 발견된다. 모식종인 이오호이아 테누이스(학명: Yohoia tenuis)는 1912년 월컷 박사가 논문으로 기고하였는데, 그는 이 동물을 갑각류의 무갑류로 추정하였다. 이오호이아 화석 표본 711점이 대 엽각층(Greater Phyllopod bed)에서 나왔으며, 전체의 1.35%를 차지하고 있다. 2015년 콘웨이 모리스가 유타주의 마리움 지층(Marjum Formation)에서 발굴한 또 다른 종, Y. utahana에 대해 논문으로 발표하였다.

## 해부적 특징

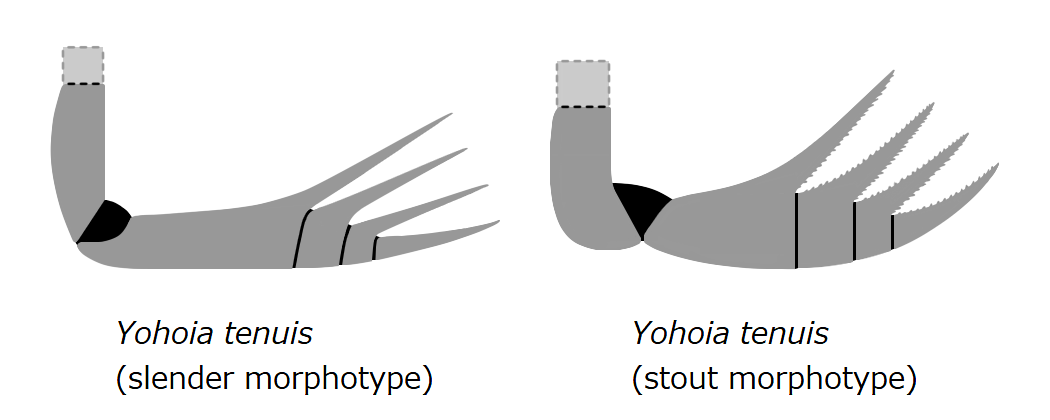
이오호이아 테누이스는 버지스 셰일의 일부 절지동물들에게서 보이는 공통된 요소로 두 가지 형태형을 가지고 있다.

이오호이아의 화석표본은 그 크기가 7~23mm를 아우른다. 머리방패(頭盾板) 뒤로 몸통등판(體背板) 13마디가 연달아 있다. 양 옆으로는 몸통 등판 중 10마디의 아랫면이 후방 구두점으로 끝이 나는데, 구두점의 형태는 삼각꼴이거나 돌출부 형태이다. 마지막 등판 3개는 몸통 마디 전체를 감싸는 완전한 튜브 모양이다. 몸통 끝은 노 모양의 꼬리가 달려 있다. 또, 머리방패 앞으로는 거대한 확장부 한 쌍이 있다. 이 부분은 '팔꿈치'로 부르며, 오히려 손가락처럼 생긴 4개의 긴 가시로 끝난다. 머리방패 아랫면에는 다리가 3쌍이 있는데, 이는 모래나 질척한 해저면에서 이 생물이 서 있게 하는 역할을 한 것으로 추정된다. 몸통 판 아래에는 이분지가 아닌 다리가 늘어져 있는데, 이 다리들은 지느러미처럼 생겼고, 센털이 주렁주렁 달려 있어, 아마도 헤엄과 호흡용으로 병용했을 것이다. 또, 머리방패 앞에는 눈 역할을 했을 가능성이 있는 구 모양의 형체들이 있다.

## 계통분류
이오호이아는 '대수류(大手類)' 절지동물에 속하는 생물 중 하나이다. 모든 계통분류군이 입 앞에 먹이를 움켜잡거나 찌르고 걸러먹는 데에 쓰이는 갈라진 가시로 끝나는 관절로 된 팔 한 쌍(대부속기. greater appendage)이 달려있다. 대수류 절지동물은 부속기가 독자 진화한 다계통군 또는 이오호이아(이외 레앙코일리아, 알랄코메나이우스, 오이스토케르쿠스, 포르티포르켑스, 지안펑기아, 이아부니크)를 포함한 대수강으로 간주시켰으며, 라디오돈트목과 더불어 절지동물의 자매군으로 정의되었다. 이오호이아와 비슷한 속은 몸 크기가 작고 분지 다리에 걸을 수 있는 분절이 있는 반면, 라디오돈트목은 대형동물인 대신 거대한 부속기를 제외하고는 다리가 없다. (비록 분지 다리가 데본기에 출현한 라디오돈트목 생물인 신데르하네스에 있다고 기재된 논문이 있으나, 이 가설은 매우 의문시되며, 이는 대신 아가미 박막띠일 가능성이 높다.)

## 생태
이오호이아는 주로 저서생활을 하는 생물이었을 것이며, 먹이를 주워먹거나 잡아채는 데에 집게발을 이용해 해저 진흙바닥 위에서 헤엄치며 살았을 것으로 보인다.

## 같이 보기
- 버지스 셰일